# Рябы
Рябы — деревня в Красногородском районе Псковской области России. Входит в состав Красногородской волости.
Расположена на севере района, в 14 км к северо-востоку от районного центра, посёлка Красногородск, и в 3 км к востоку от волостного центра, деревни Блясино.

## Население
| 2001 | 2002 | 2010 |
| ---- | ---- | ---- |
| 58   | ↗60  | ↘46  |

Численность население деревни по оценке на начало 2001 года составляла 58 жителей.

## История
С января 1995 до апреля 2015 года деревня входила в состав Партизанской волости, упразднённой в пользу Красногородской волости.